# Lijst van nummer 1-albums in de Album Top 100 in 1991
Onderstaande albums stonden in 1991 op nummer 1 in de Album Top 100, de voorloper van de huidige Media Markt Album Top 40. De lijst werd samengesteld door de Stichting Nederlandse Top 40.
| Nummer | Datum        | Artiest                       | Titel                            | Opmerking                     |
| ------ | ------------ | ----------------------------- | -------------------------------- | ----------------------------- |
| 211    | 5 januari    | Phil Collins                  | Serious hits live                |                               |
|        | 12 januari   | Phil Collins                  | Serious hits live                |                               |
|        | 19 januari   | Phil Collins                  | Serious hits live                |                               |
| 212    | 26 januari   | Diverse artiesten             | Het beste uit de Top 40 van 1990 | Verzamelalbum                 |
|        | 2 februari   | Diverse artiesten             | Het beste uit de Top 40 van 1990 | Verzamelalbum                 |
|        | 9 februari   | Diverse artiesten             | Het beste uit de Top 40 van 1990 | Verzamelalbum                 |
| 213    | 16 februari  | Sting                         | The soul cages                   |                               |
| 214    | 23 februari  | Queen                         | Innuendo                         |                               |
|        | 2 maart      | Queen                         | Innuendo                         |                               |
|        | 9 maart      | Queen                         | Innuendo                         |                               |
|        | 16 maart     | Queen                         | Innuendo                         |                               |
| 91     | 23 maart     | Soundtrack                    | Grease                           |                               |
|        | 30 maart     | Soundtrack                    | Grease                           |                               |
|        | 6 april      | Soundtrack                    | Grease                           |                               |
|        | 13 april     | Soundtrack                    | Grease                           |                               |
| 215    | 20 april     | Eurythmics                    | Greatest hits                    |                               |
|        | 27 april     | Eurythmics                    | Greatest hits                    |                               |
|        | 4 mei        | Eurythmics                    | Greatest hits                    |                               |
|        | 11 mei       | Eurythmics                    | Greatest hits                    |                               |
|        | 18 mei       | Eurythmics                    | Greatest hits                    |                               |
|        | 25 mei       | Eurythmics                    | Greatest hits                    |                               |
|        | 1 juni       | Eurythmics                    | Greatest hits                    |                               |
| 216    | 8 juni       | R.E.M.                        | Out of time                      |                               |
|        | 15 juni      | R.E.M.                        | Out of time                      |                               |
| 217    | 22 juni      | Bob Marley & The Wailers      | Legend                           |                               |
|        | 29 juni      | Bob Marley & The Wailers      | Legend                           |                               |
|        | 6 juli       | Bob Marley & The Wailers      | Legend                           |                               |
|        | 13 juli      | Bob Marley & The Wailers      | Legend                           |                               |
| 218    | 20 juli      | Diverse artiesten             | Turn up the bass 7               | Verzamelalbum                 |
|        | 27 juli      | Diverse artiesten             | Turn up the bass 7               | Verzamelalbum                 |
|        | 3 augustus   | Diverse artiesten             | Turn up the bass 7               | Verzamelalbum                 |
| 219    | 10 augustus  | Juan Luis Guerra & 4.40       | Bachata rosa                     |                               |
|        | 17 augustus  | Juan Luis Guerra & 4.40       | Bachata rosa                     |                               |
|        | 24 augustus  | Juan Luis Guerra & 4.40       | Bachata rosa                     |                               |
| 220    | 31 augustus  | Gipsy Kings                   | Este mundo                       |                               |
|        | 7 september  | Gipsy Kings                   | Este mundo                       |                               |
|        | 14 september | Gipsy Kings                   | Este mundo                       |                               |
| 221    | 21 september | Diverse artiesten             | Fido's choice 2                  | Verzamelalbum                 |
| 222    | 28 september | Dire Straits                  | On every street                  |                               |
|        | 5 oktober    | Dire Straits                  | On every street                  |                               |
|        | 12 oktober   | Dire Straits                  | On every street                  |                               |
|        | 19 oktober   | Dire Straits                  | On every street                  |                               |
|        | 26 oktober   | Dire Straits                  | On every street                  |                               |
|        | 2 november   | Dire Straits                  | On every street                  |                               |
|        | 9 november   | Dire Straits                  | On every street                  |                               |
|        | 16 november  | Dire Straits                  | On every street                  |                               |
|        | 23 november  | Dire Straits                  | On every street                  |                               |
|        | 30 november  | Dire Straits                  | On every street                  |                               |
| 223    | 7 december   | U2                            | Achtung baby                     |                               |
| 224    | 14 december  | Queen                         | Greatest hits II                 |                               |
|        | 21 december  | Queen                         | Greatest hits II                 |                               |
|        | 28 december  | geen Album Top 100 verschenen | geen Album Top 100 verschenen    | geen Album Top 100 verschenen |

Lijsten van nummer 1-albums in de Nederlandse Album Top 100

1969 ·
1970 ·
1971 ·
1972 ·
1973 ·
1974 ·
1975 ·
1976 ·
1977 ·
1978 ·
1979 ·
1980 ·
1981 ·
1982 ·
1983 ·
1984 ·
1985 ·
1986 ·
1987 ·
1988 ·
1989 ·
1990 ·
1991 ·
1992 ·
1993 ·
1994 ·
1995 ·
1996 ·
1997 ·
1998 ·
1999 ·
2000 ·
2001 ·
2002 ·
2003 ·
2004 ·
2005 ·
2006 ·
2007 ·
2008 ·
2009 ·
2010 ·
2011 ·
2012 ·
2013 ·
2014 ·
2015 ·
2016 ·
2017 ·
2018 ·
2019 ·
2020 ·
2021 ·
2022 ·
2023 ·
2024 ·
2025

Lijsten van nummer 1-albums van de Stichting Nederlandse Top 40

1969 ·
1970 ·
1971 ·
1972 ·
1973 ·
1974 ·
1975 ·
1976 ·
1977 ·
1978 ·
1979 ·
1980 ·
1981 ·
1982 ·
1983 ·
1984 ·
1985 ·
1986 ·
1987 ·
1988 ·
1989 ·
1990 ·
1991 ·
1992 ·
1993 ·
1994 ·
1995 ·
1996 ·
1997 ·
1998 ·
1999 ·
2011 ·
2012 ·
2013 ·
2014 ·
2015
- Nederland
- Nederland (Album Top 100)